# 関空アイスアリーナ
関空アイスアリーナ（かんくうアイスアリーナ）は、大阪府泉佐野市にある通年型スケートリンクである。2019年12月15日に開業。

## 概要
2018年平昌オリンピックと2022年北京オリンピックにむけて次世代の選手育成やスポーツ振興を図るため、地元泉佐野市を中心としてりんくうタウンにあるりんくう公園の予定地に建設された。土地については大阪府が所有しているため、事業用定期借地権設定契約(35年間)を締結し大阪府から借りている。建築物についてはMULプロパティ株式会社(現 三菱ＨＣキャピタルエステートプラス株式会社)と泉佐野市がリース契約を締結し、リース期間20年間の支払総額は2,833,937,280円となっている。泉佐野市は運営事業者である一般社団法人関空アイスアリーナへサブリース(転貸)することで、成り立っている。
一般社団法人関空アイスアリーナと泉佐野市が官民連携で計画が進められ、関空アイスアリーナの建設を含む「スケートリンクを核としたまちづくり」の事業計画が内閣府の「ふるさと納税企業版」の対象事業の第1号として認められた。そのほか事業着手にあたっては、2016年8月から2017年3月末までクラウドファンディングで寄附金を募るなどした。
2020年4月に、フィギュアスケートのトップレベル選手が利用する国のナショナルトレーニングセンター（NTC）競技別強化拠点施設の指定を受けた（2022年4月1日に更新）。なお、ナショナルトレーニングセンター競技別強化拠点機能強化事業（強化拠点の環境整備）の委託費については、文部科学省から管理運営者である一般社団法人関空アイスアリーナへ支払われており、令和5年度 38,781,460円、令和4年度 39,545,122円、令和3年度 39,927,769円、令和2年度 37,414,729円であった。

## 施設
- メインリンク - 縦60m×横30m(国際スケート連盟基準)
- サブリンク - 45m×10m　カーリング専用レーン2面(2024年から運用開始)
  - 最大座席1500席（固定席500席）
  - 休憩所、セルフ貸靴(フィギュアスケート靴、アイスホッケー靴 500円/1足)コーナー、ヘルメット・肘あて膝あて貸出、貸そり(有料 500円/30分)
  - 更衣室4室、キッズルーム、授乳室、無料コインロッカー(荷物用、シューズ用)
- トレーニングルーム
- 競技用トランポリン(現在使用休止中)
- 会議室2、茶話室
- セミナー室
- ウィング棟(トレーニングルーム・ウィングラウンジ　2023年9月11日竣工)

## 交通アクセス
- JR西日本・南海 りんくうタウン駅下車 徒歩5分
- 阪神高速4号湾岸線 泉佐野南出入口 から3分

## 脚註
1. ↑  国際規格スケート場「関空アイスアリーナ」、泉佐野市にオープン 観光経済新聞 2020年2月14日付記事
2. ↑  練習場のない日本スケート界を救え!!関空前にアイスアリーナを!! トラストバンク ふるさとチョイス ガバメントクラウドファンディング
3. ↑  フィギュアの強化拠点に 関空アイスアリーナ 朝日新聞 2020年4月20日付記事
4. ↑  関空アイスアリーナ (2024年3月22日). “《#漫画メダリスト》本日発売‼️”. @kankuicearena. 2025年1月25日閲覧。